# Эгрисский хребет
Эгри́сский хребе́т (груз. ეგრისის ქედი; Мегре́льский хребе́т, Оди́шский хребе́т) — горный хребет на южном склоне Большого Кавказа, расположенный на территории Грузии. Протягивается параллельно Главному Кавказскому хребту между реками Ингури и Цхенисцкали.
Высочайшая вершина хребта — гора Читагвала высотой 3226 м. На склонах хребта произрастают широколиственные леса из дуба, бука и других деревьев. Выше 2000 м располагаются субальпийские и альпийские луга.